# توشیهیرو ماتسوشیتا
توشیهیرو ماتسوشیتا (انگلیسی: Toshihiro Matsushita؛ زادهٔ ۱۷ اکتبر ۱۹۸۳) بازیکن فوتبال اهل ژاپن است.
از باشگاه‌هایی که در آن بازی کرده‌است می‌توان به باشگاه فوتبال آلبیرکس نیگاتا، باشگاه فوتبال گامبا اوساکا، و باشگاه فوتبال توکیو اشاره کرد.